# NGC 1531
NGC 1531 ist eine elliptische Galaxie vom Hubble-Typ E/S0? pec im Sternbild Eridanus am Südsternhimmel. Sie ist rund 47 Millionen Lichtjahre von der Milchstraße entfernt und hat einen Durchmesser von etwa 15.000 Lichtjahren. 

Die Galaxie steht mit der wesentlich größeren Spiralgalaxie NGC 1532 in wechselwirkendem Kontakt, was sehr schön an den Verformungen und Starburst-Regionen der Spirale zu sehen ist. 
Die Galaxie NGC 1531 wurde am 19. Oktober 1835 von dem britischen Astronomen John Herschel entdeckt.